# Мид
Мид (на английски: Mead) е най-големият ударен кратер разположен на планетата Венера. Той е с диаметър 270 km, и е кръстен на Маргарет Мид – американска културен антрополог.
Този кратер има много пръстени, от които вътрешният пръстен е ръб на централен басейн. Дъното на басейна е плоско и гладко (неговият център е на 1 км под ръба), а централното възвишение може да е скрито под повърхността. Дъното на кратера е била запълнено от лава, която е могла да възникне от материала разтопен от удара или е излязла от под повърхността.